# Три метра над небето - Искам теб
„Искам теб“ (на испански: Tengo ganas de ti) е испаноезичен филм по романа на Федерико Моча и е римейк на италианския филм „Ho vogila di te“ (Желая те). Този филм е продължението на „Три метра над небето“ (на испански: Tres metros sobre el cielo) (2010). Световната премиера е на 22 юни 2012 г.

## Сюжет
След раздялата си с Баби (Мария Валверде), Аче (Марио Касас) заминава за Лондон, за да забрави невъзможната любов с нея. Но след две години, по молба на брат си, той се връща в Испания и открива, че нищо вече не е същото. Баби е сгодена, а той трябва да продължи живота си без нея макар че още не я е забравил.
Скоро среща едно красиво и жизнерадостно момиче на име Джин (Клара Лаго) и се влюбва отново. Но дали с нея ще намери магията на първата любов? И дали след срещата си с Баби нещата няма да се променят?

## Участват
- Мария Валверде (Maria Valverde) – Барбара „Баби“
- Марио Касас (Mario Casas) – Уго „Аче“
- Клара Лаго (Clara Lago) – Джин
- Алваро Сервантес (Alvaro Cervantes) – Пойо
- Нереа Камачо (Nerea Camacho) – Даниела
- Марина Салас (Marina Salas) – Катина
- Кристина Пласа (Cristina Plasas) – майката на Баби